# العلاج الحراري
العلاج الحراري، هو استخدام الحرارة في العلاج ، لتخفيف الألم وتحسين الصحة. يمكن أن يكون على شكل قطعة قماش ساخنة، أو زجاجة ماء ساخن ، أو الموجات فوق الصوتية ، أو وسادة تدفئة ، أو كمادات هيدروكولاتر ، أو حمامات جاكوزي ، أو لفائف العلاج الحراري اللاسلكية بالأشعة تحت الحمراء، وغيرها. يمكن أن يكون مفيدًا لمن يعانون من التهاب المفاصل وتيبس العضلات وإصابات الأنسجة العميقة من الجلد. قد تكون الحرارة علاجًا فعالًا للعناية الذاتية لحالات مثل التهاب المفاصل الروماتويدي .
يُستخدم العلاج الحراري غالباً لأغراض التأهيل. تشمل التأثيرات العلاجية للحرارة زيادة مطاطية أنسجة الكولاجين، وتقليل تيبّس المفاصل، وتخفيف الألم، وتسكين التشنجات العضلية، وتقليل الالتهاب والوذمة، والمساعدة في مرحلة الشفاء بعد الإصابة الحادة، وزيادة تدفق الدم. فزيادة تدفق الدم إلى المنطقة المصابة تؤمن البروتينات والمغذيات والأوكسجين لتحقيق شفاء أفضل. كما تشير بعض الأدلة إلى أن العلاج الحراري يمكن أن يساعد أيضاً في معالجة الأمراض التنكسية العصبية مثل مرض ألزهايمر، بالإضافة إلى الفوائد القلبية الوعائية.

## التطبيق
كان يُعتقد أن العلاج بالحرارة الرطبة أكثر فعالية في تسخين الأنسجة مقارنة بالحرارة الجافة، لأن الماء ينقل الحرارة بسرعة أكبر من الهواء. وقد ارتبط الاستخدام المتكرر للساونا بانخفاض خطر الإصابة بالأمراض الوعائية. لكن الدراسات السريرية لا تدعم الاعتقاد الشائع بأن الحرارة الرطبة أكثر فعالية من الجافة. فالحرارة الرطبة تُشعر المستخدم بأن الأنسجة يتم تسخينها بعمق أكبر، إلا أن الدراسات الحديثة تشير إلى أن توسّع الشعيرات الدموية يتحسن أكثر باستخدام الحرارة الجافة. وتوسيع الشعيرات الدموية هو الهدف الأساسي من العلاج الحراري. يزيد العلاج الحراري من تأثيره على العضلات والمفاصل والأنسجة الرخوة. عادةً ما تُطبَّق الحرارة بوضع جهاز تدفئة على الجزء المعني من الجسم.
تدمج الأنواع الحديثة من أجهزة العلاج الحراري بين سخان من ألياف الكربون وبطارية ليثيوم قابلة لإعادة الشحن، وهي مدمجة في لفافة مصممة للجسم (مثل لفافة الكتف أو الظهر) لتوفير حرارة موجهة. يمكن استخدام هذه الأجهزة كبدائل للوسادات الحرارية الكيميائية أو الكهربائية، لكنها لم تُظهر فائدة سريرية محسّنة. فجميع هذه الأجهزة تُوفّر الحرارة أساساً لتعزيز توسع الأوعية الدموية.

## الأشعة تحت الحمراء
تُعد الأشعة تحت الحمراء وسيلة ملائمة لتسخين أجزاء من الجسم. وتتميز هذه الطريقة عن الاتصال المباشر في كون الإشعاع يمكنه تسخين المنطقة التي توجد فيها الشعيرات الدموية ونهايات الأعصاب مباشرة. فعندما تأتي الحرارة من مصدر اتصال مباشر، يجب أن تسخن الطبقة الخارجية من الجلد أولاً، ثم تُنقل الحرارة إلى الطبقات الأعمق عن طريق التوصيل. وبما أن التوصيل الحراري يتطلب وجود تدرج في درجة الحرارة، وهناك حد أعلى آمن لدرجة الحرارة (حوالي 42 درجة مئوية)، فإن هذا يعني أن درجة الحرارة في الأماكن العميقة تكون أقل مما هو مطلوب.
الأشعة تحت الحمراء هي جزء من الطيف الكهرومغناطيسي وتقع بين الطول الموجي 0.78 ميكرومتر و1 مليمتر. وهي عادةً تُقسَّم إلى ثلاث فئات:
- الأشعة تحت الحمراء A من 0.78 إلى 1.4 ميكرومتر
- الأشعة تحت الحمراء B من 1.4 إلى 3 ميكرومتر
- الأشعة تحت الحمراء C من 3 ميكرومتر إلى 1 مليمتر

تُعد الأشعة تحت الحمراء أكثر فائدة من الضوء المرئي لتسخين الجسم، لأن الجسم يمتص معظمها، على عكس الضوء المرئي الذي ينعكس بدرجة كبيرة. ويعتمد عمق اختراق الأشعة تحت الحمراء في الجلد على الطول الموجي. تخترق الأشعة A بشكل أعمق وتصل إلى عدة ميليمترات، بينما تخترق الأشعة B الأدمة (حوالي 1 ميليمتر)، وتُمتص الأشعة C بشكل أساسي في الطبقة الخارجية من البشرة (الطبقة القرنية). لهذا السبب، تنتج المصابيح الحرارية المُستخدمة لأغراض علاجية بشكل رئيسي الأشعة تحت الحمراء من الفئة A.

## آلية العمل والمؤشرات
تؤدي الحرارة إلى رفع درجة حرارة الأنسجة، مما يسبب توسعاً في الأوعية الدموية وزيادة في تدفق الأوكسجين والمغذيات، والتخلص من ثاني أوكسيد الكربون والنفايات الأيضية.
يُعد العلاج الحراري مفيداً للتشنجات العضلية، وآلام العضلات، والألم العضلي الليفي، والتقلص العضلي، والتهاب الجراب.
يمكن استخدام الحرارة الرطبة على الخراجات للمساعدة في تصريفها بشكل أسرع. كما أظهرت دراسة عام 2005 أن العلاج الحراري فعّال في معالجة داء الليشمانيا، وهو عدوى جلدية طفيلية استوائية.
يُستخدم العلاج الحراري أيضاً في بعض الأحيان ضمن علاج السرطان لتعزيز تأثير العلاج الكيميائي أو الإشعاعي، لكنه غير كافٍ بمفرده لقتل الخلايا السرطانية.
ثبت أن العلاج الحراري مفيد في علاج الألم العضلي الهيكلي شبه الحاد والمزمن، إلا أن استخدامه في حالات الإصابة العضلية الحادة يُعد غير ملائم. وتختلف مدة التعرّض للحرارة وتكرارها ونوعها باختلاف نوع الألم وعمق النسيج المستهدف. وفقاً لمقال نُشر مؤخراً في مجلة "أرشيف الطب الفيزيائي وإعادة التأهيل" في عام 2021، فإن تطبيق الحرارة الموضعي يمكن أن يوفر تخفيفاً للألم، ويقلل من تيبّس العضلات (مما يزيد من مدى الحركة المتاحة)، ويحسّن تدفق الدم من خلال توسيع الأوعية، وبالتالي يعزز الشفاء من الإصابات العضلية المزمنة.
يُمنع استخدام العلاج الحراري في حالة الإصابة الحادة واضطرابات النزف (بسبب توسع الأوعية الدموية)، أو في الأنسجة التي تعاني من فقدان شديد للإحساس، أو الندوب، أو الأنسجة ذات الإمداد الدموي غير الكافي (بسبب زيادة معدل الأيض والطلب الذي قد لا تستطيع الأنسجة ذات التروية الضعيفة تلبيته مما يؤدي إلى نقص تروية).
في حالات الألم العضلي المزمن، يمكن استخدام العلاج الحراري للمساعدة في تقليل الألم، وزيادة مدى الحركة، وتحسين المرونة. وقد تكون هناك حاجة لمدة أطول من تطبيق الحرارة في الحالات المزمنة، مثل 10 إلى 30 دقيقة، مرتين إلى ثلاث مرات يومياً. وتشمل الوسائل الحرارية المستخدمة في العلاج الطبيعي الحالات المزمنة مثل العبوات الساخنة، أو حمام البارافين، أو الحمامات الدوّامية الدافئة، أو المعالجة الحرارية بالسوائل، أو الموجات فوق الصوتية الحرارية. من الضروري تقييم سلامة الجلد قبل وبعد استخدام العلاج الحراري لفترات طويلة. يمكن أن يساعد العلاج الحراري المطوّل في تعزيز شفاء الأنسجة، وهو أمر مفيد بشكل خاص للحالات المزمنة مثل الألم العضلي الليفي وآلام أسفل الظهر.
أما الأنسجة العميقة، فيمكن علاجها باستخدام الموجات القصيرة، أو الميكروويف، أو الموجات فوق الصوتية. وتنتج هذه الوسائل حرارة عالية تخترق بعمق أكبر. تنتج الموجات القصيرة تياراً بتردد 27 ميغاهرتز، وتستخدم الموجات الدقيقة ترددين هما 915 و2456 ميغاهرتز، أما الموجات فوق الصوتية فهي اهتزازات صوتية بتردد 1 ميغاهرتز. وتعمل الموجات فوق الصوتية على تعزيز الامتصاص من خلال تراكم موجات الطاقة، حيث تتحول موجات الانضغاط الطولية إلى موجات قصية، وعندما تُمتص بسرعة، تُسخَّن الواجهة بين الأنسجة الرخوة والعظم بشكل انتقائي.

## استخدام العلاج الحراري في علاج الصداع
يمكن استخدام العلاج الحراري في علاج الصداع والصداع النصفي. كثير من المصابين بالصداع المزمن يعانون أيضاً من توتر في عضلات الرقبة وأعلى الظهر. يمكن أن يساعد تطبيق حرارة مستمرة على الظهر أو الجزء العلوي منه في تخفيف هذا التوتر المرتبط بألم الصداع. لتحقيق ذلك، يستخدم البعض وسادات حرارية قابلة للتسخين في الميكروويف، والتي قد ترتفع حرارتها أكثر من اللازم، مما قد يؤدي إلى إصابات، كما أن حرارتها تزول بعد بضع دقائق. بعض المنتجات الحديثة تستخدم الماء الساخن الذي يمر عبر وسادات للحفاظ على درجة حرارة ثابتة، ما يسمح بعلاج حراري دون استخدام اليدين لتخفيف ألم الصداع. ومع ذلك، لا يوجد دليل علمي قوي يدعم العديد من هذه الادعاءات.

## الفوائد العلاجية
يزيد العلاج الحراري من مطاطية أنسجة الكولاجين. باستخدام الحرارة، يمكن تخفيف التيبّس في المفاصل في حالات مختلفة. وقد يساعد تطبيق الحرارة بالموجات القصيرة والميكروويف على تقليل التشنجات العضلية، كما أن التسخين الانتقائي بالموجات الدقيقة قد يسرّع من امتصاص الورم الدموي. بالإضافة إلى ذلك، ثبت أن علاج العبوات الساخنة فعّال بشكل خاص في تقليل ألم العضلات وتعزيز التعافي. من خلال تحسين تدفق الدم وتعزيز شفاء الأنسجة، يساعد على تخفيف الألم خلال أول 24 ساعة بعد التمرين وفي الأيام التي تلي ذلك، مما يسمح بتمدد العضلات المتيبسة. الموجات فوق الصوتية لا تُمتص بشكل كبير في العضلات المتجانسة. كما استُخدم العلاج الحراري باستخدام فرط الحرارة لعلاج السرطان بالترافق مع الإشعاع المؤين.

## لآلام العضلات
يساعد الاستخدام الفوري للحرارة، سواء كانت جافة أو رطبة، على الحفاظ على قوة العضلات ونشاطها. كما يُلاحظ انخفاض كبير في الألم بعد تطبيق الحرارة الرطبة. وتُظهر الدراسات أن الحرارة الرطبة تملك فوائد شفائية محسّنة لألم العضلات، ويمكن أن تكون فعالة في وقت أقصر بنسبة 25٪ مقارنة بالحرارة الجافة. وفيما يخص ألم العضلات المتأخر، وهو اضطراب عضلي يؤثر على مدة وشدة ألم العضلات، ثبت أن الحرارة تقلل الألم إذا طُبِّقت خلال ساعة واحدة بعد التمرين. وعند تطبيقها خلال هذه الفترة، لا تقلل الحرارة الألم فقط، بل تستمر في توفير الراحة لأكثر من 24 ساعة، ويُعزى هذا التأثير إلى تحسين تدفق الدم وتعزيز شفاء الأنسجة، مع ملاحظة أن العبوات الساخنة تُظهر الفوائد الأكثر اتساقاً.

## لوذمة ما بعد كسر في أسفل الساعد
يُعد التورم أمراً لا مفر منه عند استخدام الوسائل الحرارية، إلا أن كثيرين يجهلون تأثيره على حجم التورم بعد التطبيق. تُظهر الدراسات أن التورم يزداد مباشرة بعد استخدام العلاج بالحمام الدوّامي أكثر من استخدام العبوات الساخنة الرطبة. ومع ذلك، بعد 30 دقيقة، لم يكن هناك فرق في التورم بين المرضى الذين خضعوا لأي من هذين النوعين من العلاج. ويقودنا هذا إلى الاستنتاج أن العبوات الساخنة الرطبة وكذلك العلاج بالحمامات الدوّامية يمكن أن يساعدا في تقليل الوذمة الناتجة عن كسر في أسفل الساعد. ووفقاً للبيانات المتوفرة، فإن العلاج الحراري لمرضى الوذمة اللمفية في الأطراف السفلية قد يكون مفيداً في تقليل محيط الطرف وحجمه عند استخدامه لفترات طويلة (1200–3600 دقيقة) عند درجة حرارة معينة للجلد (39–42 درجة مئوية) وفي بيئة خاضعة للرقابة (مختبر، مستشفى، أو عيادة خارجية). ولم يكن هناك دليل على أن العلاج الحراري ضار لمرضى الوذمة اللمفية عند استخدامه ضمن هذه المعايير. حتى الآن، لا يوجد دليل كافٍ لدعم أي توصيات باستخدام العلاج الحراري عملياً لمرضى الوذمة اللمفية.

## للنساء أثناء الحيض والولادة
يُعد العلاج الحراري وسيلة فعالة للنساء اللواتي يعانين من عسر الطمث، وهو الألم المصاحب للحيض. تُعد مضادات الالتهاب غير الستيرويدية العلاج الأساسي لعسر الطمث، لكنها مرتبطة بآثار جانبية مثل عسر الهضم، والصداع، والنعاس. يُعد استخدام الحرارة الرطبة السطحية بديلاً ممتازاً يساعد على تهدئة التقلصات العضلية في البطن المصاحبة لعسر الطمث دون الآثار الجانبية. كما يمكن للحرارة الرطبة تحسين الدورة الدموية في الحوض مما يساعد أكثر على تقليل الألم.
وأيضاً، يُظهر العلاج الحراري فعالية في تخفيف الألم وتقليل مدة المرحلة الأولى من المخاض. تُرتبط هذه المرحلة بتقلصات مؤلمة في عنق الرحم. ويمكن أن تساعد الحرارة على تهدئة هذه التقلصات المؤلمة وتحسين الدورة الدموية، مما يعيق إشارات الألم المرسلة إلى الدماغ.